# Estes Kefauver
Estes Kefauver (Madisonville, 1903. július 26. – Bethesda, 1963. augusztus 10.) az Amerikai Egyesült Államok szenátora (Tennessee, 1949–1963).